# Super Bowl VI
Der Super Bowl VI war der sechste Super Bowl der National Football League (NFL). Am 16. Januar 1972 standen sich die Dallas Cowboys und die Miami Dolphins im Tulane Stadium in New Orleans, Louisiana, gegenüber. Sieger waren die Dallas Cowboys bei einem Endstand von 24:3. Der Quarterback der Dallas Cowboys, Roger Staubach, der 12 von 19 Pässen für 119 Yards warf, zwei Touchdowns erzielte und fünfmal für 18 Yards lief, wurde zum Super Bowl MVP gewählt.

## Spielverlauf
Die Dolphins waren wie erwartet im ganzen Spiel unterlegen, sowohl von den Punkten, als vom Spielgeschick her. Beide Defenses waren sehr stark, weshalb es nur wenige lange Pässe oder Läufe und somit auch verhältnismäßig wenig Punkte gab. In der ersten Hälfte machte Dallas ein Field Goal und einen Touchdown, die Dolphins lediglich ein Field Goal. In der zweiten Spielhälfte erreichten die Cowboys noch zwei weitere Touchdowns was zu einem Endstand von 24:3 führte.
Cowboys-Defensivspieler Bob Lilly gelang in der ersten Halbzeit einer der längsten Quarterback Sacks der NFL-Historie, als er Dolphins-Quarterback Bob Griese 29 Yards nach hinten trieb und dann tackelte.

## Schiedsrichter
Hauptschiedsrichter des Spiels war Jim Tunney. Er wurde unterstützt vom Umpire Joe Connell, Head Linesman Al Sabato, Line Judge Art Holst, Field Judge Bob Wortman und Back Judge Ralph Vandenberg.